# Чернушка Росса
Чернушка Росса (лат. Erebia rossii) — дневная бабочка из рода Erebia в составе семейства бархатниц.

## Этимология названия
Вид назван в честь Джеймса Кларка Росса (1800—1862) — английского мореплавателя и исследователя Заполярья.

## Описание
Длина переднего крыла 20—26 мм. Размах крыльев 37—50 мм. Верхняя сторона крыльев обоих полов окрашена в коричнево-бурый цвет. На переднем крыле имеется прикраевая перевязь, образованная из двух-четырёх черноватых пятен, окруженных сливающимися тускло-оранжевыми оправами. В прикраевой области заднего крыла эти пятна пятна мелкие, их количество варьируется от 1 до 3, иногда они вовсе могут отсутствовать. Окраска нижней стороны крыльев темная. Внутренняя область переднего крыла на нижней стороне обычно несколько светлее, красновато-коричневого цвета.

## Ареал
США (северная часть Аляски), Канада, Россия (Восточно-Якутский, Горно-Алтайский, Забайкальский, Западно-Якутский, Камчатский, Ненецко-Новоземельский тундровый, Нижне-Амурский, Нижнеобский, Предбайкальский, Прибайкальский, Северо-Енисейский, Северо-Охотоморский, Северо-Уральский, Средне-Амурский, Средне-Охотоморский, Тувинский, Чукотский, Южно-Якутский регионы РФ).

## Подвиды
- E. r. dos Passos 1949.
- E. r. erda Sheljuzhko, 1924.
- E. r. ero Bremer, 1861.
- E. r. gabrieli dos Passos, 1949.
- E. r. kuskoquima Holland, 1931.
- E. r. ornata Leussler, 1935.
- E. r. rossii J. Curtis, 1835.

## Биология
Бабочки развиваются за год в одном поколении. Время лёта — в июне-августе. Населяет высокогорные луга и тундры. В места обитания бабочки встречаются нередко.
Гусеница развивается на осоках, зимует дважды